# لاک‌پشت دریایی ریدلی
لاک‌پشت دریایی ریدلی (نام علمی: Lepidochelys) نام یک سرده از تیره باخه‌ایان است که دارای دو گونه لاک‌پشت ریدلی کمپ و لاک‌پشت زیتونی است. این گونه، در فهرست گونه‌های در معرض انقراض قرار گرفته‌است.